# Liste der Monuments historiques in Bullion (Yvelines)
Die Liste der Monuments historiques in Bullion führt die Monuments historiques in der französischen Gemeinde Bullion auf.

## Liste der Bauwerke
| Bezeichnung                    | Beschreibung | Standort | Kennzeichnung | Schutzstatus | Datum | Bild           |
| ------------------------------ | ------------ | -------- | ------------- | ------------ | ----- | -------------- |
| Kirche St-Vincent-St-Sébastien |              | (Lage)   | PA00087388    | Inscrit      | 1962  | weitere Bilder |

## Liste der Objekte
- Monuments historiques (Objekte) in Bullion (Yvelines) in der Base Palissy des französischen Kultusministeriums